# Gália Aquitânia
Gália Aquitânia, chamada também apenas de Aquitânia, foi uma província do Império Romano que fazia fronteira com a Gália Lugdunense, a Gália Narbonense e a Hispânia Tarraconense. Seu território corresponde à moderna região sudoeste da França, onde a região da Aquitânia tomou emprestado seu nome.

## Tribos da Aquitânia
Quatorze tribos celtas e vinte aquitanas ocupavam a região norte dos Pireneus e, a partir do país dos Cemeno até o oceano, era limitada por dois rios: o Garumna (Garona) e o Líger (Loire). Havia mais de vinte tribos de aquitanos, mas eram todas pequenas e pouco notórias; a maioria vivia ao longo do litoral, mas algumas habitavam o interior, chegando à região mais alta dos montes Cemeno até os tectósages.
O nome "Gália Comata" era geralmente utilizado para fazer referência às três províncias da Gália,a Lugdunense, Bélgica e Aquitânia, que significa literalmente "Gália de cabelos compridos", uma contraposição à "Gália Bracata", a "Gália de calças compridas", um termo derivado de bragas, uma roupa nativa utilizada pelos bárbaros da região), reservado para a Gália Narbonense.
A maior parte da costa atlântica dos aquitanos tem solo arenoso e fino onde crescia painço e nada mais. Ao longo dela havia também um golfo, que era habitado pelos tarbelos, em cujas terras abundavam as minas de ouro. Nelas, grandes quantidades do precioso metal eram minerados e exigiam pouco esforço de purificação. O interior da região, mais montanhoso, tinha um solo mais fértil. Os petrocórios e os bitúriges cubos ostentavam excelentes forjas; os cadurcos produziam linho e os rutenos e os gabales tinham minas de prata.
De acordo com Estrabão, os aquitanos eram um povo rico. Diz-se que Luério, o rei dos arvernos e o pai de Bituito que guerreou contra Máximo Emiliano e Domécio, era tão rico e extravagante que teria certa vez dirigido sua carruagem através de uma planície despejando moedas de ouro e prata por onde passava.
Os romanos chamavam os grupos tribais de pagos e eles estavam organizados em grupos maiores, super-tribais, que os romanos chamavam de cividade. Esta organização administrativa foi depois assimilada pelos romanos em seu sistema administrativo local.

## Gália Aquitânia romana
A Gália era uma nação e não uma unidade estatal bem definida (Júlio César já diferenciava os gauleses (celtas), belgas e aquitanos). Para conseguir proteger a estrada para a Hispânia, Roma ajudou a colônia grega de Massália (Marselha) a se defender contra os ataques gauleses e aquitanos. Em troca, eles receberam o controle de uma faixa de terra que se estendia do Mediterrâneo até o Lago Genebra que eles chamaram de "Província" em 121 a.C.. A região seria depois conhecida como Gália Narbonense e sua capital era Narbo Márcio (Narbona). Parte desta província corresponde à moderna região de Provença, uma reminiscência do antigo nome romano.
A principal batalha da guerra contra os romanos (58-50 a.C.) ocorreu quando Júlio César enfrentou Vercingetórix na Batalha de Gergóvia (uma cidade dos arvernos) e na Batalha de Alésia (mandúbios). O comandante gaulês foi capturado durante o cerco de Alésia e a guerra terminou. Depois, César tomou toda a Gália e justificou sua conquista jogando com as más lembranças dos romanos a respeito dos antigos ataques celtas e germânicos para além dos Alpes partindo dali. A Itália romana estaria agora bem defendida pelo Reno.
César batizou de Aquitânia o território em forma de triângulo entre o oceano, os Pireneus e o Garona. Muitos combates se seguiram e a região foi quase completamente subjugada em 56 a.C. depois que Públio Licínio Crasso liderou uma campanha com seus aliados celtas. Novas revoltas se seguiram em 38-37 a.C., com Marco Vipsânio Agripa conseguindo uma grande vitória sobre os gauleses de Aquitânia em 38 a.C. Ela era a menor das três regiões da Gália até Otaviano deslocar sua fronteira até o Loire, uma reorganização provocada pelo resultado do censo de 27 a.C. e das observações de Agripa sobre língua, raça e organização comunitária. Nesta época, a Gália era formanda pela Aquitânia, Narbonense, Lugdunense e a Bélgica e tornou-se uma província imperial, com  Aquitânia sendo governada por pretor e sem nenhuma legião residente
Mais do que César, Estrabão insiste que os aquitanos eram diferentes dos demais gauleses não apenas na língua, instituições e leis, mas também nas decorações corporais e apresentava-os como sendo mais parecidos com os iberos. As fronteiras estabelecidas por Augusto, que abrangiam tribos celtas e aquitanas, permaneceram inalteradas até a época do imperador Diocleciano (r. 284-305), que reorganizou completamente a administração imperial.
Os arvernos frequentemente enfrentavam os romanos com exércitos enormes, variando de duzentas a quatrocentas mil pessoas. Duzentas mil lutaram contra Quinto Fábio Máximo Emiliano e Domiciano. Eles não apenas estenderam seus domínios até Narbo e à vizinhança de Massília, mas também eram senhores de tribos tão distantes quanto os Pireneus ou o Reno.

## Império Romano Tardio e os visigodos
A Gália romana terminou no final do século III. As pressões externas acabaram exacerbando as fragilidades internas e a negligência com a fronteira do Reno acabou resultado em invasões bárbaras e guerras civis. Por um tempo, a Gália, a Hispânia e a Britânia foram governadas por uma linha distinta de imperadores (começando com Póstumo. Porém, nenhuma tentativa foi feita para conseguir a independência de facto da região. Com o objetivo de salvar o império, Diocleciano reorganizou as províncias a partir de 293, criando a Diocese Vienense no sul da Gália, que abrangia a antiga Gália Aquitânia e a Narbonense. Na mesma época, Aquitânia foi dividida em Aquitânia Prima (ou Aquitânia I), Aquitânia Secunda (ou Aquitânia II) e Aquitânia Tércia (ou Aquitânia III), também chamada de Novempopulânia ("terra dos nove povos"), esta última com suas fronteiras remetendo àquelas estabelecidas por César para a Aquitânia original (antes da expansão de Otaviano) e que sempre manteve algum tipo de identidade distinta. Depois da reestruturação, a Gália se estabeleceu e desfrutou de renovado prestígio. Além disso, a divisão foi mantida durante a Alta Idade Média pelos recém-chegados visigodos, que formaram o Ducado da Vascônia (que, no fim, deu origem à Gasconha).
A partir de 395, a divisão do império entre os imperadores do oriente e do ocidente novamente levou ao descuido da fronteira do Reno, o que acabou se refletindo na transferência do prefeito pretoriano das Gálias para Arelate. Em 418, o imperador Flávio Honório recompensou seus federados visigodos com terras na Aquitânia. Eles foram mantidos sob controle até que a morte de Aécio e a crescente debilidade do governo ocidental criaram um vácuo de poder. As décadas de 460 e 470 testemunharam um avanço cada vez maior dos visigodos em território romano para o leste da Aquitânia até que, em 476, as últimas possessões imperiais no sul foram cedidas aos visigodos. Este território foi o embrião do futuro Reino Visigótico que no fim se estenderia para além dos Pireneus e tomaria a Península Ibérica.

## Principais cidades
- Agino (Agen)
- Aquênsio/Aquis Tarbellicis (Dax)
- Augusta Auscioro (Auch)
- Augustonêmeto (Clermont-Ferrand)
- Augustórico (Limoges)
- Avárico (Bourges)
- Burdígala (Bordéus)
- Mediolano dos Santões (Saintes)
- Pictávio (Poitiers)
- Vesuna (Périgueux)